# Хајланд (Канзас)
Хајланд (енгл. Highland) град је у америчкој савезној држави Канзас.

## Демографија
По попису из 2010. године број становника је 1.012, што је 36 (3,7%) становника више него 2000. године.
| Група             | 2000.       | 2010.       |
| Белци             | 878 (90,0%) | 846 (83,6%) |
| Афроамериканци    | 56 (5,7%)   | 101 (10,0%) |
| Азијати           | 2 (0,2%)    | 4 (0,4%)    |
| Хиспаноамериканци | 13 (1,3%)   | 20 (2,0%)   |
| Укупно            | 976         | 1.012       |